# Brunville
Brunville település Franciaországban, Seine-Maritime megyében. Lakosainak száma 248 fő (2018. január 1.). Brunville Assigny, Biville-sur-Mer, Guilmécourt, Penly, Petit-Caux és Tourville-la-Chapelle községekkel határos.

## Népesség
A település népességének változása:
| Lakosok száma | 137  | 129  | 118  | 105  | 222  | 239  | 255  | 243  | 247  | 248  |
|               | 1962 | 1968 | 1975 | 1982 | 1990 | 2008 | 2013 | 2015 | 2017 | 2018 |